# Archie Scott-Brown
William Archibald Scott-Brown (Paisley, Escocia, Reino Unido, 13 de mayo de 1927-Verviers, Bélgica, 19 de mayo de 1958), más conocido como Archie Scott-Brown, fue un piloto británico de automovilismo. Scott-Brown tuvo diversidad funcional al tener un solo brazo.

## Biografía
Compitió en 1 carrera de Fórmula 1, en concreto fue en el Gran Premio del Reino Unido de 1956, manejando un Connaught Type B. En la calificación demostró ser 10º de 28 participantes, pero en la carrera tuvo que abandonar por problemas mecánicos. En el Gran Premio de Italia de 1956, estuvo inscrito, pero no tuvo la licencia para competir debido a su diversidad funcional. Scott-Brown participó en varias carreras no puntuables, consiguiendo la victoria en Brands Hatch, en una carrera llamada BRSCC F1 Race, y obteniendo varios podios más.
Fuera de la F1, participó también en el Campeonato Mundial de Sport Prototipos. Durante una carrera en el circuito belga de Spa-Francorchamps en 1958, tuvo un accidente y murió al día siguiente en el hospital a consecuencia de las heridas sufridas a los 31 años.

## Resultados

### Fórmula 1
(Clave) (negrita indica pole position) (cursiva indica vuelta rápida)

| Año     | Equipo                | 1   | 2   | 3   | 4   | 5   | 6       | 7   | 8       | Pos. | Puntos |
| ------- | --------------------- | --- | --- | --- | --- | --- | ------- | --- | ------- | ---- | ------ |
| 1956    | Connaught Engineering | ARG | MON | 500 | BEL | FRA | GBR Ret | GER | ITA DNP | NC   | 0      |
| Fuente: |                       |     |     |     |     |     |         |     |         |      |        |